# Turze Rogi
Turze Rogi – wieś w Polsce położona w województwie lubelskim, w powiecie łukowskim, w gminie Łuków.
| SIMC    | Nazwa      | Rodzaj  |
| ------- | ---------- | ------- |
| 0680160 | Turze Rogi | kolonia |

Wieś szlachecka Turzerogi położona była w drugiej połowie XVI wieku w ziemi łukowskiej województwa lubelskiego. W latach 1975–1998 miejscowość administracyjnie należała do województwa siedleckiego.
Wieś stanowi sołectwo w gminie Łuków. Według Narodowego Spisu Powszechnego z roku 2011 wieś liczyła 529 mieszkańców.
W miejscowości znajduje się Szkoła Filialna. 
Wierni Kościoła rzymskokatolickiego należą do parafii Przemienienia Pańskiego w Łukowie.

## Sport
We wsi działa powstały w 1984 roku Ludowy Zespół Sportowy Tur Turze Rogi, który w sezonie 2020/21 występuje w bialskiej klasie B. Największym osiągnięciem piłkarzy Tura były występy w bialskiej klasie okręgowej w sezonach: 2002/03 i 2006/07.